# عقربيات
العقربيات أو فصيلة بيوثيدي (الاسم العلمي Buthidae)، هي أكبر فصيلة من العقارب، تضم 80 جنسًا و800 نوعًا منذ منتصف عام 2008.